# Huia
Huia ou uía (nome científico: Heteralocha acutirostris) é uma espécie extinta de ave passeriforme que era endêmica da ilha Norte da Nova Zelândia. O último registro confirmado de uma huia foi feito em 1907, embora haja relatos críveis de avistamentos do pássaro no início da década de 1960. Sua extinção teve duas causas principais. A primeira foi a caça excessiva, tanto para obtenção de peles por colecionadores, como para retirada de penas da cauda que serviam de enfeite de chapéu. A segunda principal causa foi o desmatamento generalizado das terras baixas da Ilha Norte por colonos europeus para pastagens e agricultura. A maioria dessas florestas eram virgens, ecologicamente complexas, e as huias eram incapazes de sobreviver em florestas secundárias.
Era uma ave de plumagem azul escura metálica, com uma iridescência esverdeada na superfície superior, especialmente na cabeça. As penas da cauda tinham uma larga faixa branca nas pontas. Foi notável por ter o dimorfismo sexual mais pronunciado em relação ao formato do bico do que qualquer outra espécie de ave no mundo. O bico da fêmea era comprido, fino e arqueado para baixo, enquanto o do macho era curto e robusto, como o de um corvo. Os machos tinham 45 centímetros de comprimento, enquanto que as fêmeas eram um pouco maiores. Ambos possuíam uma distintiva carúncula arredondada e de cor laranja-brilhante nas bases laterais do bico.
As aves viviam tanto nas florestas de áreas montanhosas como nas de terras baixas, e acredita-se que elas migravam sazonalmente, vivendo em altitudes mais elevadas no verão. Eram onívoras e comiam insetos adultos, larvas e aranhas, assim como os frutos de um pequeno número de plantas nativas. Machos e fêmeas usavam seus bicos para se alimentar de diferentes maneiras: o macho usava seu bico para esquadrinhar madeira podre, enquanto o bico mais longo e flexível da fêmea era capaz de sondar áreas mais profundas. Embora a huia seja frequentemente mencionada nos livros de biologia e ornitologia devido a esse impressionante dimorfismo, pouco se sabe sobre sua biologia: foi pouco estudada antes de ser levada à extinção.
É uma das aves extintas mais conhecidas da Nova Zelândia devido à forma de seu bico e sua beleza, tendo um lugar especial na cultura do povo maori e na tradição oral. O pássaro era considerado sagrado pelos maori, e o uso de sua pele ou penas era reservado para pessoas de elevado status social. O grau com que a huia era conhecida e admirada no país se reflete no grande número de áreas urbanas e acidentes geográficos batizados em sua homenagem.

## Taxonomia e etimologia

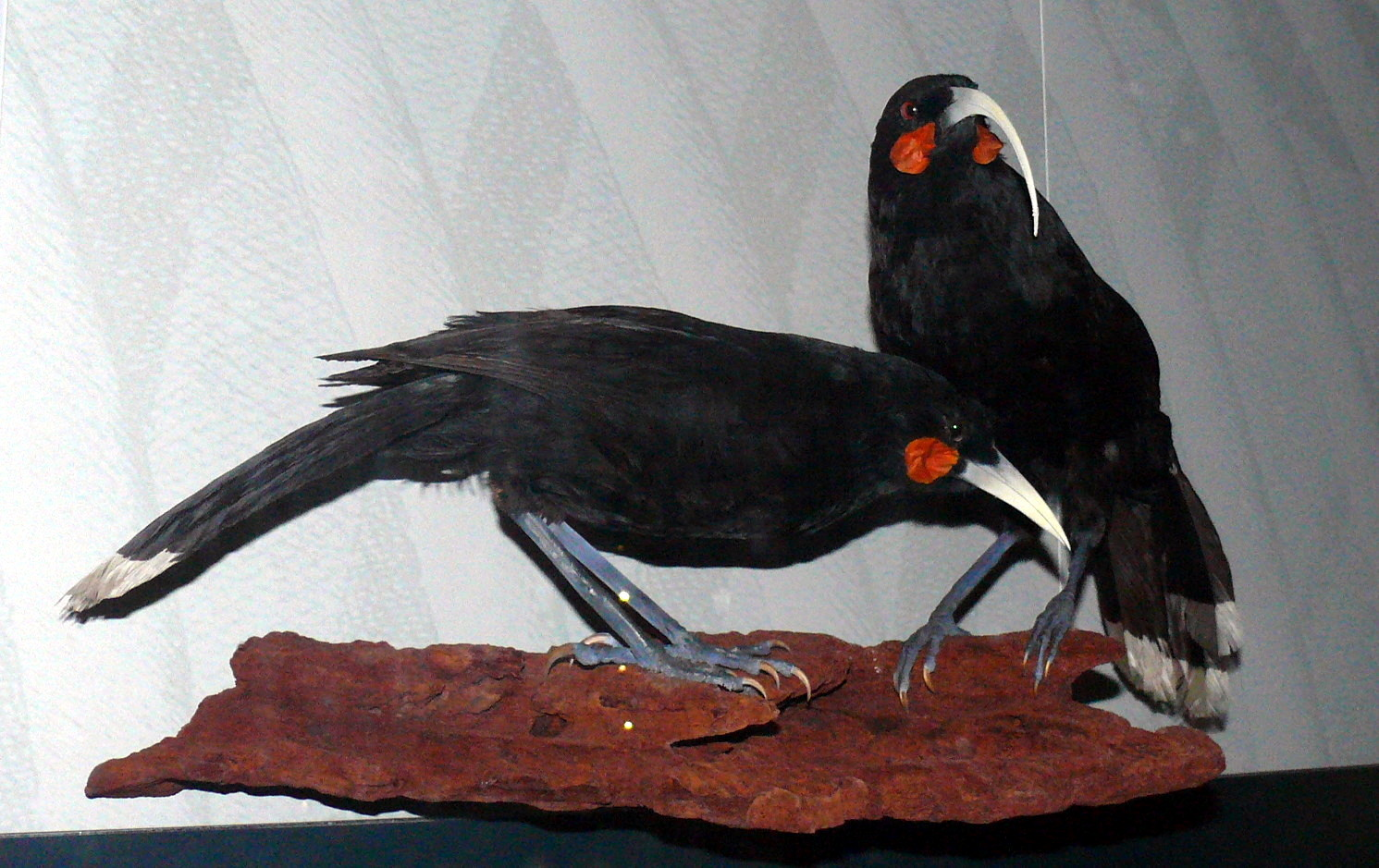
Casal taxidermizado exibido no Museum für Naturkunde, Alemanha.

O nome do gênero, Heteralocha, deriva do grego antigo ἕτερος, "diferente", e ἄλοχος, "esposa". Refere-se à diferença marcante no formato do bico do macho e da fêmea. Já o epíteto específico, acutirostris, deriva do latim acutus, que significa "afilado", e rostrum, que significa "bico", uma alusão ao bico da fêmea.
O inglês John Gould descreveu a huia, também conhecida em português como uía, em 1836 como duas espécies diferentes: Neomorpha acutirostris baseado no exemplar de uma fêmea, e N. crassirostris com base num espécime do sexo masculino; o epíteto crassirostris deriva do latim crassus', que significa "grosso" ou "pesado", e refere-se ao bico curto do macho. Em 1840, George Robert Gray propôs o nome N. gouldii, argumentando que nenhum dos nomes de Gould era aplicável à espécie. Em 1850, o ornitólogo alemão Jean Cabanis substituiu o nome Neomorpha, que já tinha sido usado para batizar um gênero de cucos, por Heteralocha. Em 1888, Walter Buller escreveu: "Eu considerei estar mais de acordo com as normas aceitas de nomenclatura zoológica adotar o primeiro dos dois nomes aplicados à espécie pelo Sr. Gould; e o fato de o nome Neomorpha já ter sido utilizado anteriormente na ornitologia torna necessário adotar o termo Heteralocha, proposto pelo Dr. Cabanis para esta forma".
A huia parece ser remanescente de uma antiga expansão de passeriformes na Nova Zelândia, e é o maior dos três membros da família Callaeidae, endêmicos do país; os outros são os Philesturnus e os Callaeas (kokakos). O único parente próximo da família é o Notiomystis cincta; suas relações taxonômicas com outras aves continuam a ser estudadas. Um estudo molecular dos genes nucleares RAG-1 e c-mos das três espécies da família não foi conclusivo, os dados fornecem mais apoio para uma divergência baseada no kokako ou na huia.

## Descrição

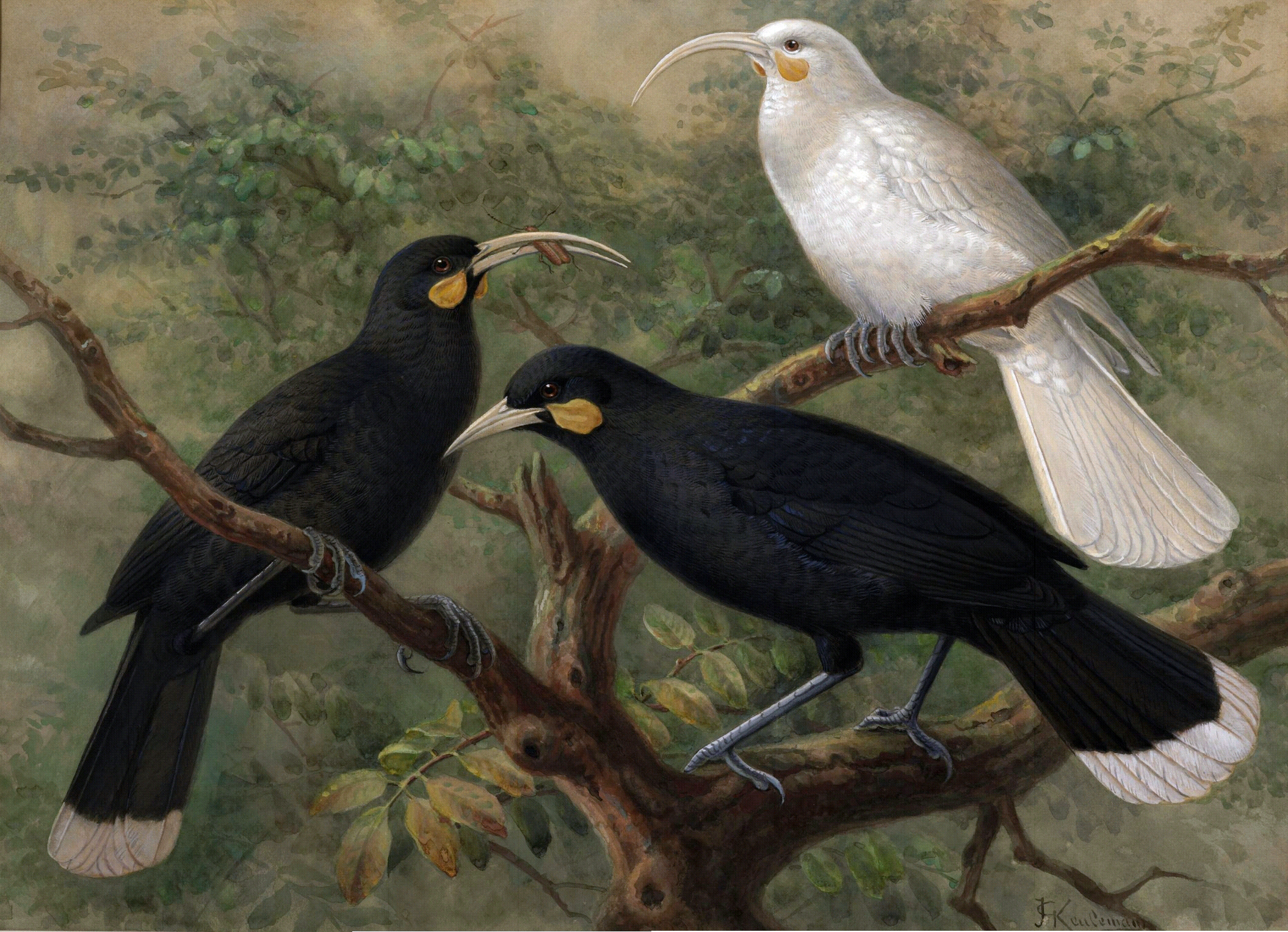
Pintura de J. G. Keulemans de uma fêmea, um macho e uma fêmea branca.

A huia tinha uma plumagem negra tendendo ao verde metálico, e uma distintiva carúncula arredondada e de cor laranja-brilhante nas bases laterais do bico. Em ambos os sexos, os olhos eram castanhos; o bico era branco-marfim, acinzentado na base; as pernas e os pés eram longos e de cor cinza-azulado, enquanto as garras eram castanhas-claras. A ave tinha doze longas penas pretas e brilhantes na cauda, cada uma com uma faixa branca na extremidade de 2,5 a 3 cm. Indivíduos imaturos tinham pequenas carúnculas pálidas, uma plumagem sem brilho salpicada de marrom, e uma coloração vermelho-acastanhada em direção às pontas brancas das penas da cauda. O bico da fêmea jovem era apenas ligeiramente curvo. Os nativos maoris chamavam determinadas huias de huia-ariki, que significa "huia-chefe". A huia-ariki tinha uma plumagem acastanhada com listras cinza, e as penas no pescoço e na cabeça eram mais escuras. Esta variante pode ter sido um albino parcial, ou talvez essas aves fossem simplesmente de idade mais avançada. Foram registradas várias huias albinas verdadeiras.
Embora o dimorfismo sexual na forma do bico seja encontrado em outras aves, como nos Ptiloris, Epimachus e outras que escavam a madeira, incluindo algumas espécies de pica-pau, ele era mais pronunciado na huia. O bico do macho era curto, com cerca de 6 cm, ligeiramente arqueado para baixo e robusto, muito semelhante ao do gênero próximo Philesturnus. O bico da fêmea, por sua vez, era mais fino e longo, com cerca de 10,4 cm, e curvado para baixo como o de um beija-flor ou de um melífago. A diferença não estava apenas no osso; a ranfoteca crescia muito além do fim da maxila óssea e da mandíbula para produzir um instrumento maleável capaz de penetrar profundamente nos buracos feitos na madeira por larvas de besouros. Os crânios e mandíbulas da huia e Philesturnus são muito semelhantes, o deste último aparentando ser uma versão menor do primeiro.
Há duas explicações possíveis para a evolução dessa diferença sexual na forma do bico. A mais amplamente aceita é que ela permitiu que aves de sexos diferentes utilizassem diferentes fontes de alimento. Esta divergência pode ter surgido por causa de uma falta de concorrentes nestes nichos de forrageamento nos ecossistemas florestais da ilha Norte. A outra ideia é que o bico cor de marfim, que contrastava fortemente com a plumagem preta da ave, pode ter sido usada para atrair um companheiro. Em animais que utilizam as características físicas do dimorfismo sexual para atrair um parceiro, o recurso dimórfico é muitas vezes colorido ou contrasta com o restante do corpo, como acontece com a huia. Foi sugerido que, como a fêmea era o principal fornecedor de alimento para os filhotes por regurgitação, esse sexo evoluiu com o bico longo para obter a dieta rica em proteínas de invertebrados necessária para os filhotes.
Outra característica menos óbvia no dimorfismo sexual da huia era a diferença de tamanho entre os sexos: os machos tinham 45 cm de comprimento, enquanto as fêmeas eram maiores, com 48 cm. Para além disso, a cauda do sexo masculino tinha cerca de 20 cm de comprimento e a envergadura entre 21 e 22 cm, enquanto que a cauda da fêmea possuía 19,5 a 20 cm de comprimento e a envergadura de 20 a 20,5 cm.

## Distribuição e habitat

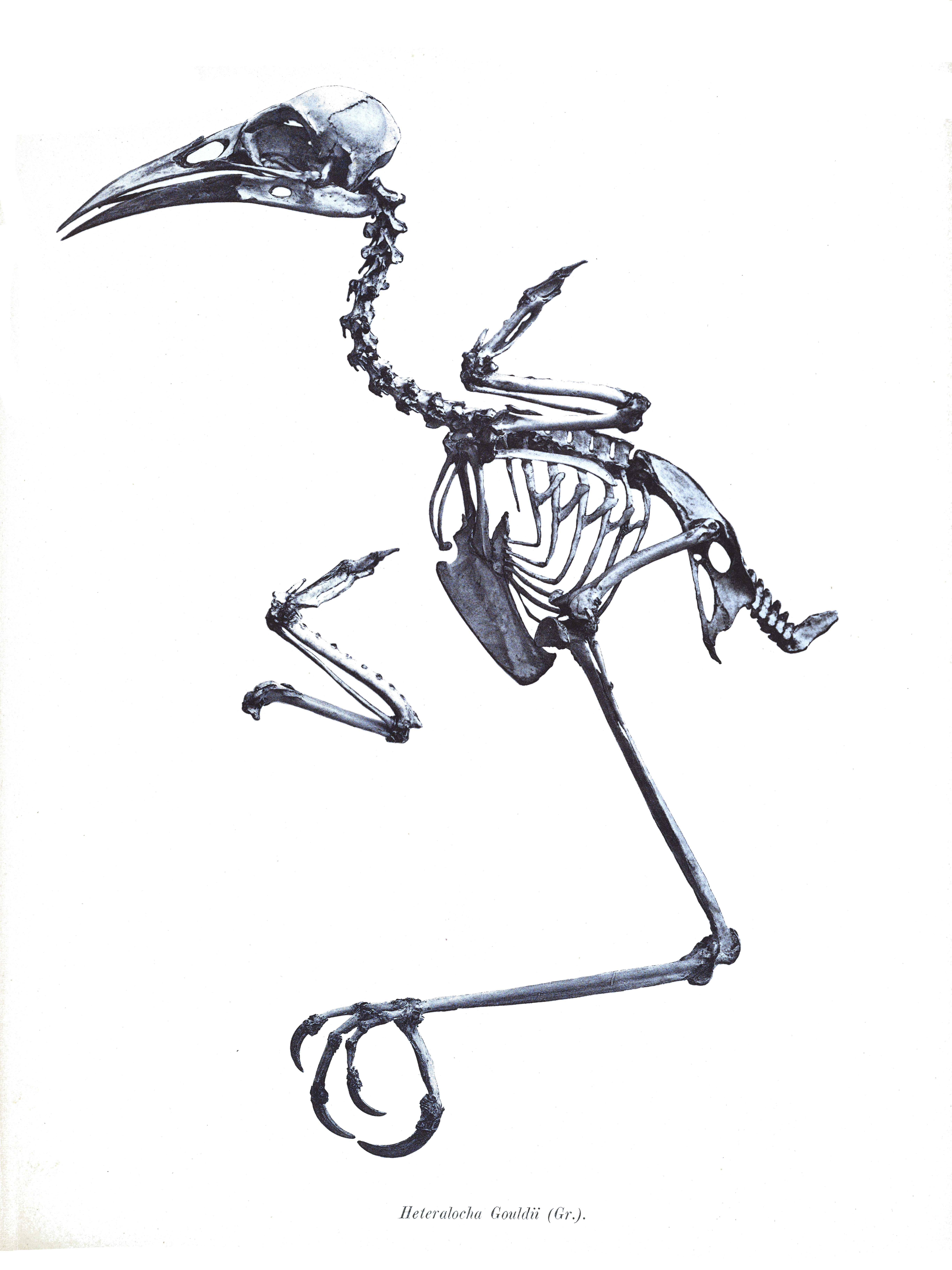
Esqueleto de huia. A ave tinha pernas longas, adequadas para saltar.

Sedimentos subfósseis e resquícios encontrados em sambaquis sugerem que a huia já habitou florestas nativas, tanto de áreas de planícies como montanhosas, em toda a ilha Norte da Nova Zelândia, estendendo-se desde o extremo norte no Cabo Reinga até Wellington e os Montes Aorangi no extremo sul. Apenas algumas huias foram encontradas nas vastas camadas de sedimentos no carste da área das cavernas de Waitomo. A espécie também é rara ou ausente nos depósitos fósseis do centro da ilha Norte e na Baía de Hawke. Aparentemente, preferia habitats que não estão bem amostrados nos sedimentos já conhecidos. A sua área de abrangência parece ter contraído à medida que o povo maori foi se estabelecendo na região em meados do século XII. Na época da colonização europeia, na década de 1840, o pássaro era encontrado apenas nas florestas do sul da ilha Norte, ao sul de uma linha que vai dos Montes Raukumara no leste, atravessa os Montes Kaimanawa e termina no rio Turakina no distrito de Rangitikei a oeste. No sul, a sua área se estendia à região de Wairarapa e aos Montes Rimutaka, a leste de Wellington. Relatos colhidos por Walter Buller e uma waiata (canção maori) sugerem que a huia era encontrada também nos distritos de Marlborough e Nelson, localizados na ilha do Sul; no entanto, a ave nunca foi identificada nos ricos depósitos fósseis ao sul do Estreito de Cook e não há nenhuma outra evidência da presença da espécie por lá.
As huias habitaram os dois principais tipos de florestas da Nova Zelândia. Podiam ser encontradas principalmente nas florestas temperadas úmidas onde havia um sub-bosque denso, mas ocasionalmente também eram vistas em florestas de faias (Nothofagus). A espécie foi observada na vegetação nativa, incluindo árvores como matai (Prumnopitys taxifolia), rimu (Dacrydium cupressinum), kahikatea (Dacrycarpus dacrydioides), rata (Metrosideros robusta), maire (Nestegis), hinau (Elaeocarpus dentatus), totara (Podocarpus totara), rewarewa (Knightia excelsa), mahoe (Melicytus ramiflorus) e taraire (Beilschmiedia tarairi). No nível do mar, sobre a árvore karaka (Corynocarpus laevigatus) no Cabo Turakirae. A ave nunca foi vista em florestas queimadas ou em áreas desmatadas para a agricultura.

## Ecologia e comportamento

### Movimentos
Os movimentos da huia são pouco conhecidos, mas provavelmente era um pássaro sedentário. Acredita-se que pode ter empreendido migrações sazonais, vivendo em florestas montanhosas no verão e se mudando para regiões mais baixas no inverno, a fim de evitar o clima rigoroso e as temperaturas frias em altitudes elevadas. Assim como o Philesturnus e o kokako, aves neozelandesas que ainda vivem, a huia tinha fraca capacidade de voo e só conseguia voar distâncias curtas, raramente acima da altura das árvores. Utilizava-se com frequência de suas poderosas pernas para ganhar impulso, saltando de galho em galho no dossel ou pelo chão da floresta. Também era capaz de se agarrar verticalmente nos troncos de árvores e escalá-los, usando as penas da cauda para se equilibrar.

### Alimentação e ecologia
A huia e o Philesturnus são as duas espécies especialistas em esquadrinhar madeira e cascas de árvores na guilda insetívora arbórea da avifauna da Nova Zelândia. Pica-paus não ocorrem a leste da linha de Wallace; seu nicho ecológico é preenchido por outros grupos de aves que se alimentam de larvas de besouros que se desenvolvem na madeira podre. O papel ecológico do pica-pau foi assumido por duas espécies, de duas diferentes famílias, nas florestas úmidas temperadas e nas florestas de faias; uma delas era a huia e a outra o kaka.

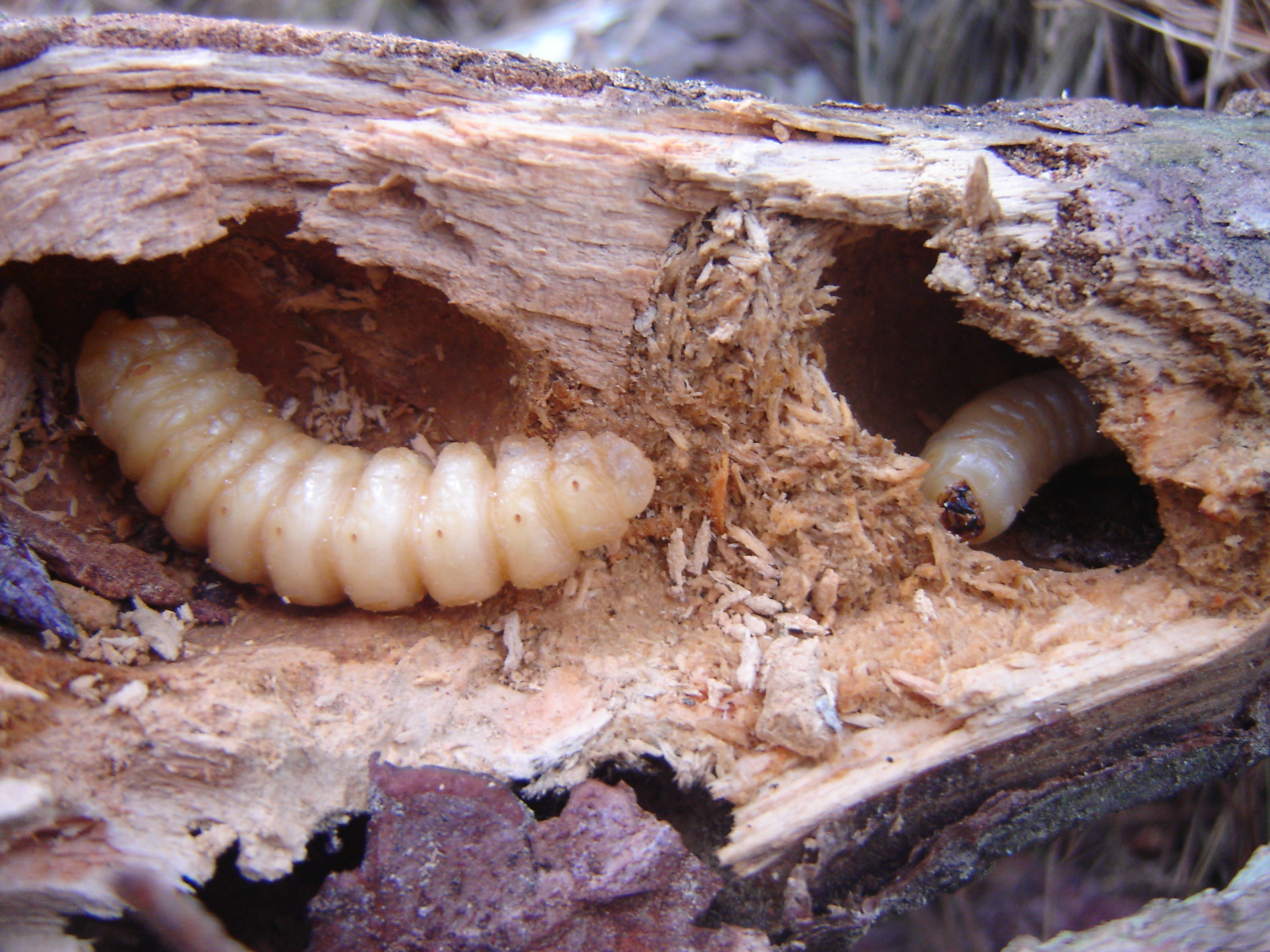
O alimento favorito da huia: larvas do besouro Prionoplus reticularis.

A huia forrageava principalmente madeira em decomposição. Apesar de ter sido considerada uma predadora especialista em larvas do besouro noturno conhecido como "huhu" (Prionoplus reticularis), também comia outros insetos (incluindo larvas de weta), aranhas e frutas.
Insetos e aranhas eram retirados da madeira em decomposição, debaixo das cascas, musgos e líquenes, e também do solo. A huia forrageava sozinha, em pares, ou em pequenos bandos de até cinco indivíduos, que eram provavelmente grupos familiares. O dimorfismo sexual da estrutura do bico deu origem a estratégias de alimentação que diferiam radicalmente entre os sexos. O macho usava seu bico em forma de enxó para penetrar e esgarçar as camadas mais externas da madeira em decomposição, enquanto a fêmea vasculhava áreas inacessíveis ao macho, tais como as tocas de larvas de insetos na madeira viva. O macho tinha a musculatura craniana bem desenvolvida, permitindo-lhe cinzelar e esquadrinhar a madeira podre através de movimentos de abertura do bico. Havia diferenças significativas na estrutura e na musculatura da cabeça e pescoço de machos e fêmeas. A huia tinha os músculos depressores da mandíbula muito bem desenvolvidos e uma crista occipital que fornecia superfície extra para a fixação muscular, permitindo que a mandíbula fosse aberta com uma força considerável. Capturada uma refeição, o pássaro voava até um poleiro com o inseto em seus pés, depois retirava as partes duras de sua presa,  balançava o que restou, agarrava com o bico e engolia.

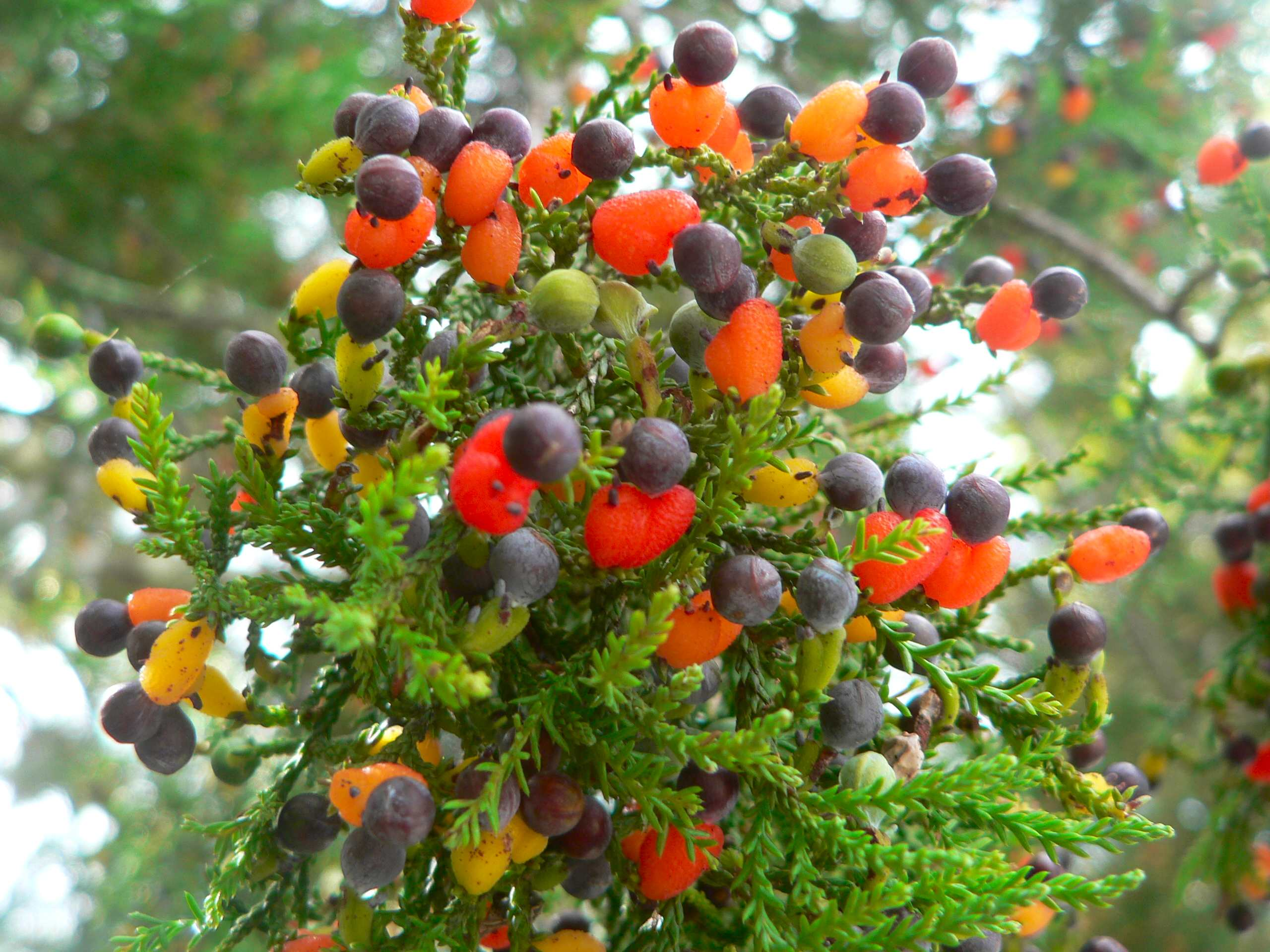
A huia comia frutas de algumas plantas nativas, incluindo a kahikatea (Dacrycarpus dacrydioides)

Os pares não cooperavam na alimentação, pelo menos não num sentido estrito. Todos os relatos que dizem que havia tal cooperação são baseados na interpretação equivocada de um relato feito pelo ornitólogo Walter Buller de um casal mantido em cativeiro que capturava larvas de besouro na madeira. De acordo com este mal-entendido, que se tornou parte do folclore ecológico, o macho rasgava a madeira podre e abria os túneis de larvas, permitindo assim que a fêmea sondasse profundamente os túneis com seu bico longo e flexível. Na verdade, os bicos diferentes representam um exemplo extremo de diferenciação de nicho, reduzindo a competição intraespecífica entre os sexos. Isto permitiu que a espécie pudesse explorar uma ampla gama de fontes de alimentos em diferentes micro-habitats.
As florestas da Nova Zelândia dependem fortemente de aves frugívoras para dispersão de sementes: cerca de 70% das árvores lenhosas têm frutos que, provavelmente, são dispersos por pássaros, incluindo a huia. A variedade de frutas comidas pela huia é difícil de estabelecer: hinau (Elaeocarpus dentatus), porokaiwhiri (Hedycarya arborea) e várias espécies de Coprosma foram registradas por Buller como parte da dieta da ave; também foram apontados os frutos da kahikatea (Dacrycarpus dacrydioides). A extinção da huia e de outras espécies frugívoras de aves da Nova Zelândia, incluindo a moa e o piopio, e a área de distribuição cada vez menor de muitas outras, incluindo o kiwi, weka, e kokako, deixou poucos dispersores eficazes de sementes nas florestas neozelandesas. Para as plantas com frutos maiores que 1 cm de diâmetro, os kererus são os únicos dispersores restantes no ecossistema, e eles são raros ou extintos em algumas áreas. Este esgotamento de avifauna no ecossistema florestal pode ter grandes impactos sobre processos como a regeneração da floresta e a dispersão de sementes.

### Vocalização
Como tantos outros aspectos de sua biologia, as vocalizações das huias não são bem conhecidas, e o que se sabe atualmente é baseado em alguns poucos relatos antigos. As chamadas eram principalmente um variado leque de assobios, "peculiar e estranho", mas também "suave, melodioso e parecido com uma flauta". Existe uma gravação de 1909 da imitação da vocalização do pássaro feita por Henare Haumana, membro de uma equipe de pesquisa sobre a huia, na qual ela assobia o canto (ver seção Ligações externas). A huia muitas vezes permanecia em silêncio. Quando vocalizava, suas chamadas podiam ser ouvidas a distâncias consideráveis: alguns eram audíveis a até 400 metros através da floresta densa. Foi relatado que as chamadas diferiam entre os sexos, mas não foram mencionados detalhes a esse respeito. O pássaro vocalizava com a cabeça e pescoço esticados, apontando o bico de 30 a 45 graus em relação à vertical. A maioria das referências menciona que o canto da ave era ouvido no início da manhã; um dos relatos afirma que era o primeiro pássaro a cantar no coro do amanhecer, e huias em cativeiro eram famosas por "acordar a casa inteira". Assim como o Mohoua albicilla, a huia comportava-se de forma incomum antes do início do tempo chuvoso, ficando "feliz e cheia de canção". O nome do pássaro é onomatopeico: foi batizado assim pelo povo maori devido ao chamado de socorro que emitia, um assobio suave e articulado semelhante a "uia, uia, uia" ou "where are you?" (em inglês: onde você está?). As fontes afirmam que tal apelo era emitido quando o pássaro estava animado ou com fome. Filhotes tinham um "grito plangente, agradável ao ouvido", respondiam pouco às imitações de pessoas, e eram muito barulhentos quando mantidos em tendas.

### Comensais e parasitas
Uma espécie de piolho da família Philopteridae, o Rallicola extinctus, foi encontrado apenas na huia. Aparentemente este parasita era exclusivo do pássaro,e se extinguiu junto com seu hospedeiro, num processo conhecido como co-extinção. Em 2008, uma nova espécie de ácaro das penas, Coraciacarus muellermotzfeldi, foi descrita com base em indivíduos secos encontrados em penas de uma pele de huia num museu europeu. Embora o gênero Coraciacarus tenha uma ampla gama de hospedeiros a nível mundial, a presença de um representante do gênero numa ave passeriforme era um "fenômeno enigmático". Os pesquisadores sugeriram que o ácaro poderia ter sido transferido horizontalmente a partir de uma ou duas espécies nativas migratórias de cucos (Cuculiformes).

## Comportamento social e reprodução

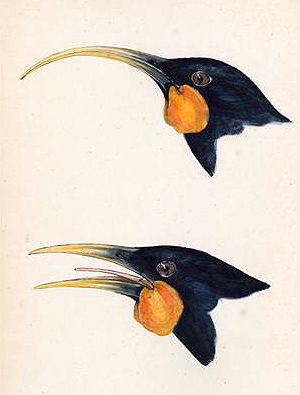
Pintura de John Gould (1830) que ilustra o notável dimorfismo sexual do bico da huia. O bico da fêmea (acima) era mais fino, mais longo e mais curvo do que o do macho (abaixo).

Tranquila e social, a huia era monogâmica, e os casais provavelmente conviviam durante toda a vida. A ave era geralmente avistada aos pares, embora às vezes grupos de quatro ou mais indivíduos tenham sido encontrados. Walter Buller registrou um casal manso que sempre se mantinha junto, e constantemente emitia um piado "afetuoso", mesmo em cativeiro. Há relatos desse par e de outro, selvagem, que pulava de galho em galho abanando a cauda, e que depois as aves se reuniam para se acariciar com o bico e emitir estes ruídos. O macho alimentava a fêmea durante a corte. Acredita-se que tais comportamentos podem ter sido parte de um cortejo sexual. A alegação de que o macho alimentava a fêmea enquanto ela estava incubando e no ninho "carece de provas". Quando o macho deste par cativo morreu acidentalmente, a fêmea "manifestou grande angústia pelo seu companheiro e definhou até morrer 10 dias depois". Um homem maori que viveu no século XIX recordou: "eu sempre fui informado pelo meu povo antigo que um par de huia vivia nas condições mais afetuosas ... Se o macho morresse primeiro, a fêmea morreria logo depois, de pesar". A huia não tinha medo de seres humanos; as fêmeas permitiam-se ser apanhadas no ninho, e as aves poderiam ser facilmente capturadas com as mãos.
Pouco se sabe sobre a reprodução da huia, já que apenas dois ovos e quatro ninhos foram descritos. O único ovo de huia que sobreviveu aos dias atuais está na coleção do Museu da Nova Zelândia Te Papa Tongarewa. A época de reprodução para o acasalamento, construção de ninhos, postura de ovos e nascimento dos filhotes ocorria, provavelmente, no final da primavera (outubro e novembro). Acredita-se que eles construíam seus ninhos separados; os casais eram territoriais e podiam permanecer em seus territórios por toda a vida. Aparentemente geravam apenas uma ninhada por ano; o número de ovos varia conforme a fonte, sendo mencionadas as quantidades 3–5, 4, 2–4 e 1–4. Os ovos eram acinzentados com manchas roxas e marrons, e mediam 4,5 por 3,0 cm. A incubação era feita principalmente pela fêmea, embora haja evidência de que o macho também desempenhava um pequeno papel nesta tarefa. Foram descobertas áreas desgastadas (por atrito) na plumagem, típicas de aves que estão incubando (as placas de incubação) em alguns machos no mês de novembro, embora bem menores que nas fêmeas. O período de incubação é desconhecido. As cascas dos ovos eram aparentemente retiradas do ninho pelos adultos. A cada ninhada nasciam geralmente um ou dois filhotes, embora haja um registro que menciona três deles num único ninho. Eles eram construídos em diferentes lugares: árvores mortas, galhos, ocos de árvores ou "próximo ao chão", e alguns deles eram cobertos com plantas pendentes ou parreiras. O ninho em si era uma grande estrutura em forma de pires, com até 35 cm de diâmetro e 7 cm de profundidade, de paredes espessas de grama seca, folhas e "caules murchos de plantas herbáceas". Um copo central pequeno e raso de materiais macios, como grama e galhos finos, criava uma superfície almofadada para os ovos, além de isolá-los. Após a eclosão, os filhotes permaneciam no grupo familiar e eram alimentados pelos pais durante três meses, época em que eles já se pareciam com os adultos.

## Relevância cultural

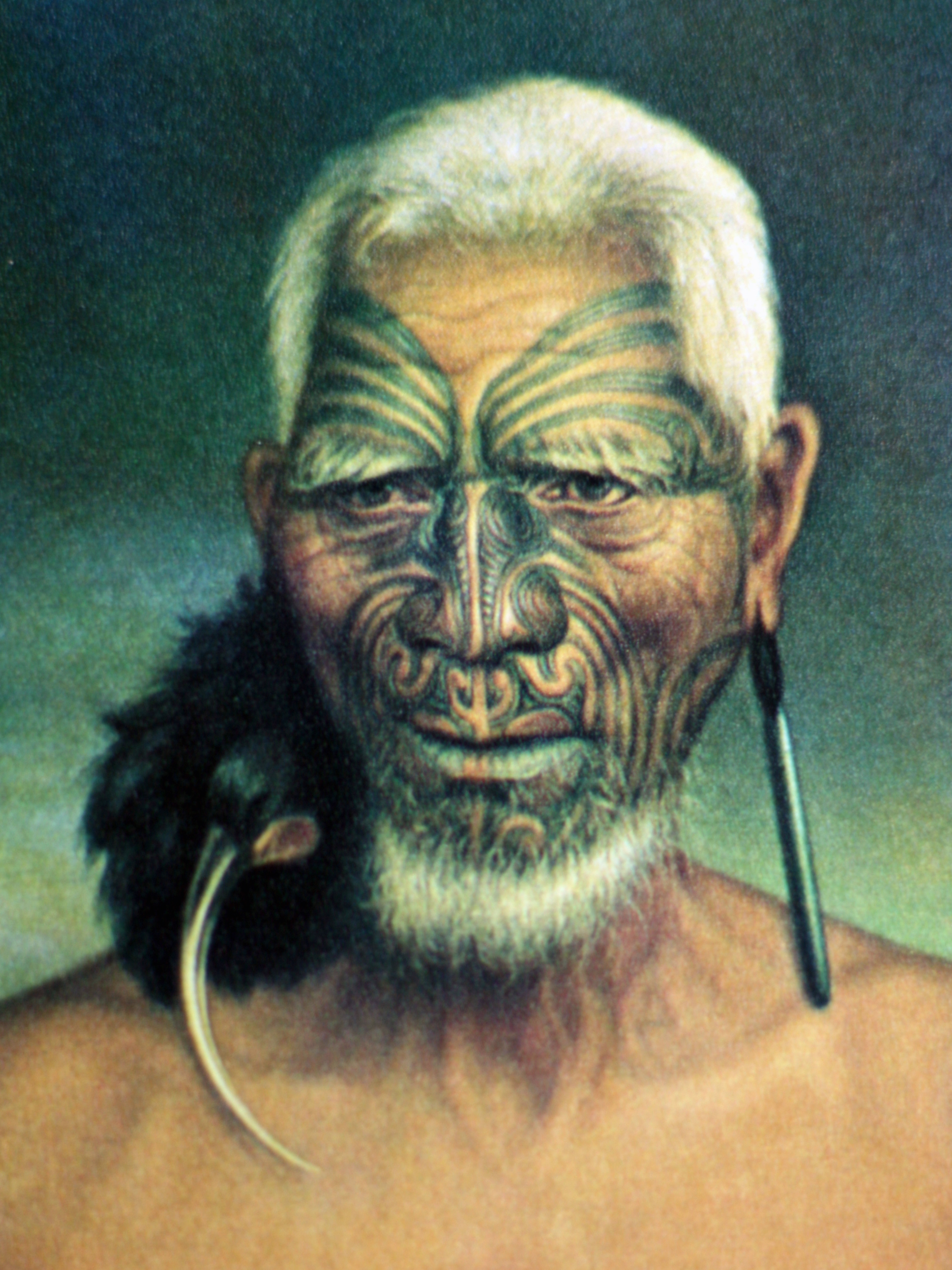
Chefe tribal maori com um pōhoi, ornamento feito com pele de huia.

Na cultura maori, a "garça-branca e a huia não eram normalmente comidos, mas foram aves raras apreciadas por suas maravilhosas plumas, as quais eram usadas por pessoas de alto escalão". A natureza corajosa e curiosa da huia a tornava particularmente fácil de ser apanhada. Os nativos atraíam o pássaro imitando o seu canto e depois o capturavam com um tari (uma vara esculpida com uma armadilha na extremidade), um alçapão, ou ainda matando-a com um porrete ou com uma lança longa. Muitas vezes os caçadores exploravam o forte vínculo do casal: capturavam um dos pares, que passava então a gritar, atraindo seu companheiro, que poderia ser facilmente pego. As opiniões sobre a qualidade da carne da ave variaram bastante. Apesar de geralmente não ser caçado para tal fim, o animal era considerado por alguns como "bom de comer" em tortas ou ensopados com curry, mas para outros era "bastante duro" e "impróprio para comer".
Embora a área de ocorrência da huia estivesse restrita à parte sul da ilha Norte, as penas de sua cauda eram muito valorizadas e se tornaram objetos de troca entre as tribos por outros bens valiosos, como o pounamu e dentes de tubarão, ou dadas como sinal de amizade e respeito. Graças a este comércio, as penas atingiram os extremos norte e sul da Nova Zelândia. Elas eram armazenadas em caixas elaboradamente esculpidas chamadas waka huia, que costumavam ser penduradas no teto das casas dos chefes tribais. As penas da ave eram usadas em funerais e para decorar a cabeça dos mortos. O marereko, descrito por Edward Robert Tregear como uma "antiga pluma de guerra", consistia de doze penas de huia. O pōhoi, altamente valorizado pelos nativos, era um ornamento feito a partir da pele da huia; a ave era esfolada e o bico, crânio e carúnculas mantidos, já as pernas e asas eram descartadas. Depois a pele era cuidadosamente seca, e então a peça estava pronta para ser usada como adorno no pescoço ou nas orelhas. Cabeças de huia secas foram também usadas como pingentes chamados ngutu huia. Um indivíduo capturado podia ser mantido numa gaiola pequena para que as penas de sua cauda fossem arrancadas quando crescessem até o tamanho completo.
A ave também era mantida pelos maori como um animal de estimação, e do mesmo modo do tui, podia ser treinado para dizer algumas palavras. Há também o registro de uma huia mansa criada por colonos europeus numa pequena aldeia no Forty-Mile Bush no século XIX.

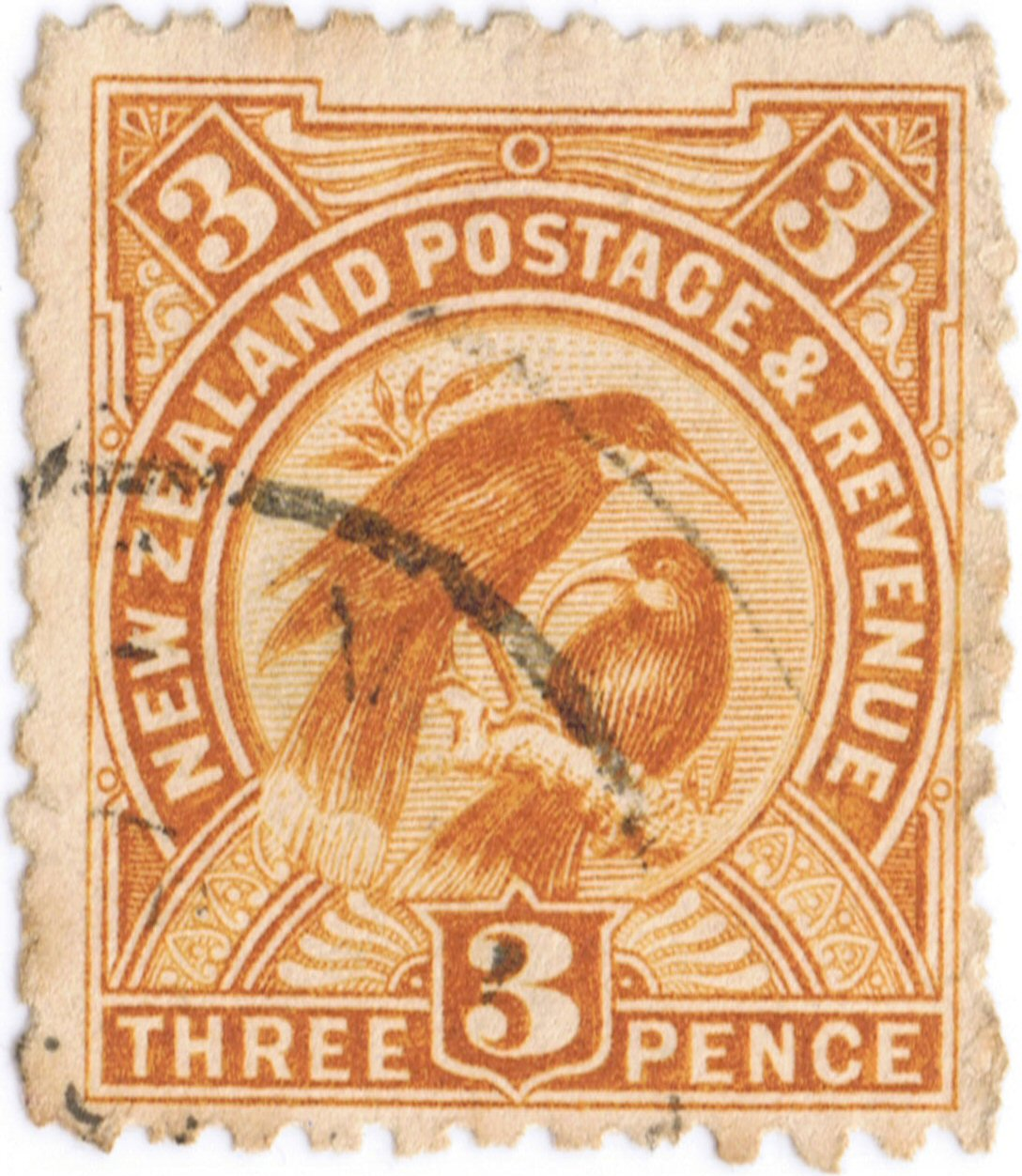
Casal de huias num selo neozelandês (1898).

A Nova Zelândia lançou vários selos postais que retratam a huia. Uma moeda de seis centavos, que circulou no país entre 1933 e 1966, trazia a imagem de uma fêmea de huia em uma de suas faces.
O grau com que a huia era conhecida e admirada na Nova Zelândia se reflete no grande número de áreas urbanas e acidentes geográficos batizados em sua homenagem. Há várias estradas e ruas na ilha Norte com o nome da huia, muitas das quais em Wellington (incluindo a Huia Road em Days Bay - não muito longe do lugar onde ocorreu um dos últimos avistamentos da espécie, no início da década de 1920, nas florestas do East Harbour Regional Park) e também em Auckland, onde há inclusive um subúrbio chamado Huia em Waitakere. Um rio na costa oeste da ilha Sul e os Montes Huiarau no centro da ilha Norte também homenageiam o pássaro. A espécie já foi abundante nas florestas dessas montanhas: Huiarau significa "uma centena de huias". Também teve seu nome colocado numa piscina pública em Lower Hutt, numa vinícola em Marlborough, e na editora Huia Publishers, especializada na língua e tradição maoris. O nome foi dado pela primeira vez a uma criança no final do século XIX, filho de membros de uma pequena tribo (iwi) na ilha Norte preocupados com o rápido declínio da ave, e, embora incomum, é usado ainda hoje na Nova Zelândia como um nome para meninas e, mais raramente, para meninos (a exemplo do jogador de rugby Huia Edmonds), tanto de descendência europeia quanto maori.
Penas da cauda de huia são muito raras e se tornaram um item de colecionador. Em junho de 2010, uma única pena foi vendida num leilão em Auckland por NZ$ 8 400, muito mais que os 500 dólares neozelandeses que a casa de leilões esperava, tornando-a a pena mais cara da história. O preço recorde anterior para uma única pena era de 2.800 dólares americanos (NZ$ 4 000), alcançado por uma pena de águia-americana num leilão nos Estados Unidos.

## Extinção
A huia podia ser encontrado em toda a ilha Norte antes da chegada dos seres humanos na Nova Zelândia. Estima-se que o povo maori chegou há cerca de 800 anos, e quando os colonizadores europeus começaram a ocupar a região na década de 1840, a destruição do habitat e a caça já haviam reduzido o território ocupado pela ave para apenas o sul da ilha Norte. No entanto, a pressão de caça dos maoris sobre as huias foi limitada até certo ponto por "protocolos" tradicionais. A temporada de caça ia de maio a julho, quando a plumagem da ave estava em sua melhor condição, enquanto um rāhui que proibia a caça vigorava na primavera e no verão. Com a colonização europeia, a população de huias começou a declinar substancialmente, devido principalmente a dois fatores bem documentados: desmatamento e caça excessiva.
Tal como aconteceu com as extinções de outras aves da Nova Zelândia, a exemplo do piopio no século XIX, o declínio da huia foi pouco estudado. Um desflorestamento massivo ocorria na ilha Norte, particularmente nas terras baixas do sul da baía de Hawke, de Manawatu e de Wairarapa, na medida em que os colonizadores europeus limpavam a terra para uso agrícola. A huia era particularmente vulnerável ao desmatamento, uma vez que só podia viver em florestas virgens onde havia árvores antigas em abundância, cheias de larvas de insetos que perfuravam a madeira apodrecida. Aparentemente, a ave não conseguia sobreviver em florestas secundárias. Embora a parte montanhosa de seu antigo território não tenha sido desmatada, as florestas das terras baixas dos vales foram destruídas sistematicamente. A perda deste habitat teve, sem dúvida, um grave impacto sobre as populações de huias, pois a remoção da vegetação nessas áreas impedia que o pássaro usasse as planícies como refúgio durante o inverno para escapar da neve em altitudes mais elevadas, como acreditam alguns pesquisadores.
A predação por espécies de mamíferos invasores, como os ratos trazidos nos navios, gatos e mustelídeos, foi um fator adicional na redução do número de huias - a introdução desses animais pelos colonos atingiu o pico na década de 1880 e coincidiu com um declínio particularmente acentuado na população da ave. Como passava muito tempo no chão, era bastante vulnerável a mamíferos predadores. Outra causa hipotética para a extinção refere-se a parasitas exóticos e doenças introduzidas a partir da Ásia pelo mainá Acridotheres tristis.
A destruição do habitat e a predação por espécies introduzidas foram problemas enfrentados por todas as aves da Nova Zelândia, mas a huia sofreu ainda com uma enorme pressão de caça. Devido ao seu acentuado dimorfismo sexual e sua beleza, a ave era objeto de desejo de ricos colecionadores da Europa e de museus de todo o mundo, que queriam exemplares empalhados. Pessoas e instituições estavam dispostas a pagar grandes somas de dinheiro por bons exemplares, e a demanda externa criou um forte incentivo financeiro para os caçadores da Nova Zelândia. Esta caça foi inicialmente empreendida por naturalistas. O taxidermista austríaco Andreas Reischek levou 212 pares como espécimes para o museu de história natural em Viena durante um período de 10 anos, enquanto o ornitólogo neozelandês Walter Buller coletou 18 em apenas uma das várias expedições aos Montes Rimutaka em 1883. Outros interessados em lucrar logo se juntaram nessa busca desenfreada. Buller registrou que, ainda em 1883, um grupo de 11 maoris pegou 646 peles de huias na floresta entre o desfiladeiro Manawatu e Akitio. Milhares de huias foram exportadas para além-mar como parte deste comércio. A melhoria da infraestrutura dentro da floresta de planície não ajudou a situação: centenas de huias foram baleadas em torno dos acampamentos dos construtores de estradas e ferrovias.
Walter Buller, famoso ornitólogo neozelandês do século XIX, deixou transparecer no relato abaixo o que uma fonte descreve como atitudes "ambíguas" do século XIX em relação ao declínio da avifauna da Nova Zelândia.

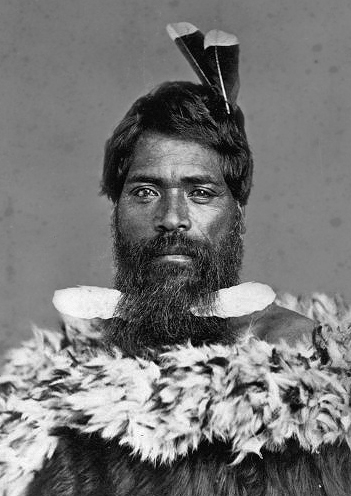
Homem maori do distrito de Hauraki usando penas da cauda de huia no cabelo (foto antes de 1886).

A caça desenfreada e insustentável não foi apenas motivada pelo dinheiro: ela também tinha um aspecto filosófico fatalista. Os europeus que viviam na Nova Zelândia tinham a visão de que tudo que era originário da própria colônia (plantas, animais e pessoas) era inferior aos da Europa. Criou-se então a ideia de que as plantas e animais dos ecossistemas florestais da Nova Zelândia seriam rapidamente substituídos por espécies europeias, mais vigorosas e competitivas. Esta presunção de um acontecimento inevitável levou à conclusão de que a conservação da biota nativa era inútil e fútil; colecionadores vitorianos, por sua vez, concentraram seus esforços na aquisição de uma boa variedade de espécimes antes de as espécies raras desapareceram completamente.
Houve algumas tentativas para preservar a huia, mas elas eram poucas, mal organizadas e sem um adequado respaldo legal. O movimento conservacionista na Nova Zelândia ainda estava engatinhando na época. Sucessivas quedas acentuadas no número de huias na década de 1860 e no final da década de 1880 levaram os chefes tribais de Manawatu e Wairarapa a estabelecerem um rahui (restrição de acesso ou utilização de uma área) na região dos Montes Tararua. Em fevereiro de 1892, a Lei de Proteção de Aves Silvestres foi alterada para incluir a huia, tornando ilegal matar o pássaro, mas sua aplicação não foi levada a sério. Com essa lei, ilhas-santuários foram criadas para abrigar aves nativas ameaçadas, mas os novos santuários de aves, incluindo as ilhas Kapiti, Little Barrier e Resolution, nunca foram abastecidos com huias. Apesar das tentativas de captura para a posterior transferência, nenhum exemplar da espécie jamais foi transferido. A tentativa na ilha Kapiti está documentada como sendo particularmente mal gerida. Buller se apropriou de um casal vivo que estava destinado a ser transferido para a ilha em 1893, burlando a lei para levar os pássaros consigo de volta à Inglaterra como presente para Walter Rothschild, junto com o último par vivo apanhado de Sceloglaux albifacies.
O duque e a duquesa de York (que mais tarde viriam a ser o rei Jorge V e a rainha Maria) visitaram a Nova Zelândia em 1901. Nas boas-vindas oficiais do povo maori, na cidade de Rotorua, uma guia pegou uma pena de cauda de huia de seu cabelo e colocou-a na aba do chapéu do duque como um sinal de respeito. Muitas pessoas na Inglaterra e na Nova Zelândia quiseram imitar esta moda real e passaram a usar penas de huia em seus chapéus. O preço das penas da cauda da ave foi logo alavancado a 1 libra, fazendo com que cada pássaro valesse 12 libras, e algumas penas chegaram a ser vendidas a 5 libras. Os bicos das fêmeas eram trabalhados com ouro para virar joias. Avisos sobre temporadas de suspensão da caça passaram a não listar mais a huia como espécie protegida em 1901, e uma última tentativa para reforçar a proteção do governo falhou quando o procurador-geral decidiu que não havia nenhuma lei para proteger penas.

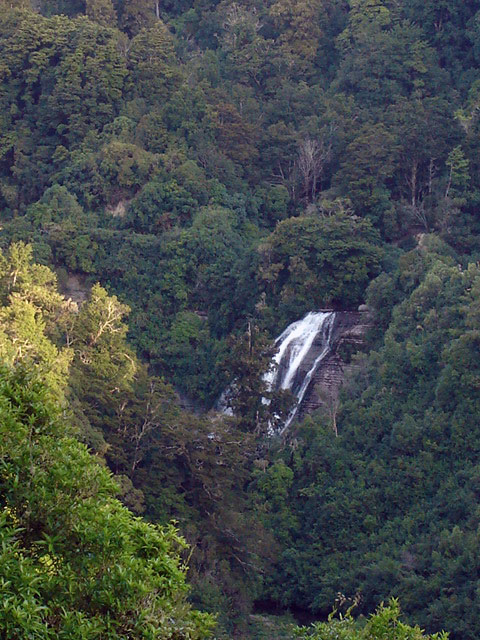
Mokau Falls no Te Urewera, próximo ao local onde houve o último avistamento credível de huia.

O declínio da huia sobre a metade sul da ilha Norte ocorreu em taxas muito diferentes em locais diferentes. As áreas onde foram observados declínios dramáticos na década de 1880 incluem os Montes Puketoi, o vale de Hutt e Tararuas e a área de Pahiatua-Dannevirke. A espécie ainda era abundante em alguns lugares no início do século XX entre a Baía de Hawke e o Wairarapa; um bando de 100 a 150 pássaros foi relatado no ponto mais alto da rota entre Akatarawa e Waikane em 1905; eles ainda eram "bastante abundantes" no curso superior do rio Rangitikei em 1906 e, no entanto, o último avistamento confirmado aconteceu apenas um ano depois.
O último avistamento oficial confirmado da ave foi feito em 28 de dezembro de 1907, quando W. W. Smith viu três huias nas florestas das montanhas Tararua. Outros relatos não confirmados, porém "bastante credíveis", sugerem que a extinção da espécie aconteceu um pouco mais tarde. Um homem familiarizado com o pássaro relatou ter visto três deles no Vale Gollans atrás da baía de York (entre Petone e Eastbourne), uma área de florestas mistas de faias bem dentro do antigo território da ave, em 28 de dezembro de 1922. Avistamentos de huias também foram relatados nessa região em 1912 e 1913. Apesar disso, os naturalistas do Museu Dominion em Wellington não investigaram os relatos. Os últimos registros credíveis de huia vêm das florestas do Parque Nacional Te Urewera, um deles próximo ao Monte Urutawa em 1952 e os avistamentos finais perto do lago Waikareiti em 1961 e 1963. A possibilidade de uma pequena população de huia ainda existir na área do Urewera tem sido proposta por alguns investigadores, mas é considerada altamente improvável. Nenhuma expedição recente conseguiu encontrar um único espécime vivo.
Alunos da Hastings Boys' High School organizaram uma conferência em 1999 para avaliar a possibilidade de clonagem da huia, ave símbolo de sua escola. A tribo Ngati Huia concordou, a princípio, em apoiar o esforço, que seria realizado na Universidade de Otago, e uma start-up com sede na Califórnia ofereceu 100 mil dólares de financiamento. No entanto, Sandy Bartle, curador de aves do Museu da Nova Zelândia Te Papa Tongarewa, disse que o genoma completo da huia não pode ser obtido a partir das peles abrigadas em museus em função do mau estado do DNA. Portanto, é muito improvável que uma tentativa de clonagem tenha algum sucesso.

## Leitura complementar
- Gill, B; Martinson P (1991). New Zealand's Extinct Birds. Auckland: Random Century. ISBN 1-86941-147-1
- Lambert, D.M.; Shepherd, L.D.; Huynen, L.; Beans-Picón, G.; Walter, G.H.; Millar, C.D. (2009).  Cordaux, Richard, ed. «The Molecular Ecology of the Extinct New Zealand Huia». PLoS ONE. 4 (11): e8019. PMC 2777306. PMID 19946368. doi:10.1371/journal.pone.0008019
- Monson, Clark S. (2005). «Cultural Constraints and Corrosive Colonization: Western Commerce in Aotearoa/New Zealand and the Extinction of the Huia (Heteralocha acutirostris)». Pacific Studies. 28 (1/2): 68–93. ISSN 0275-3596. Consultado em 13 de dezembro de 2015. Arquivado do original em 15 de abril de 2012